# Красилов, Александр Семёнович

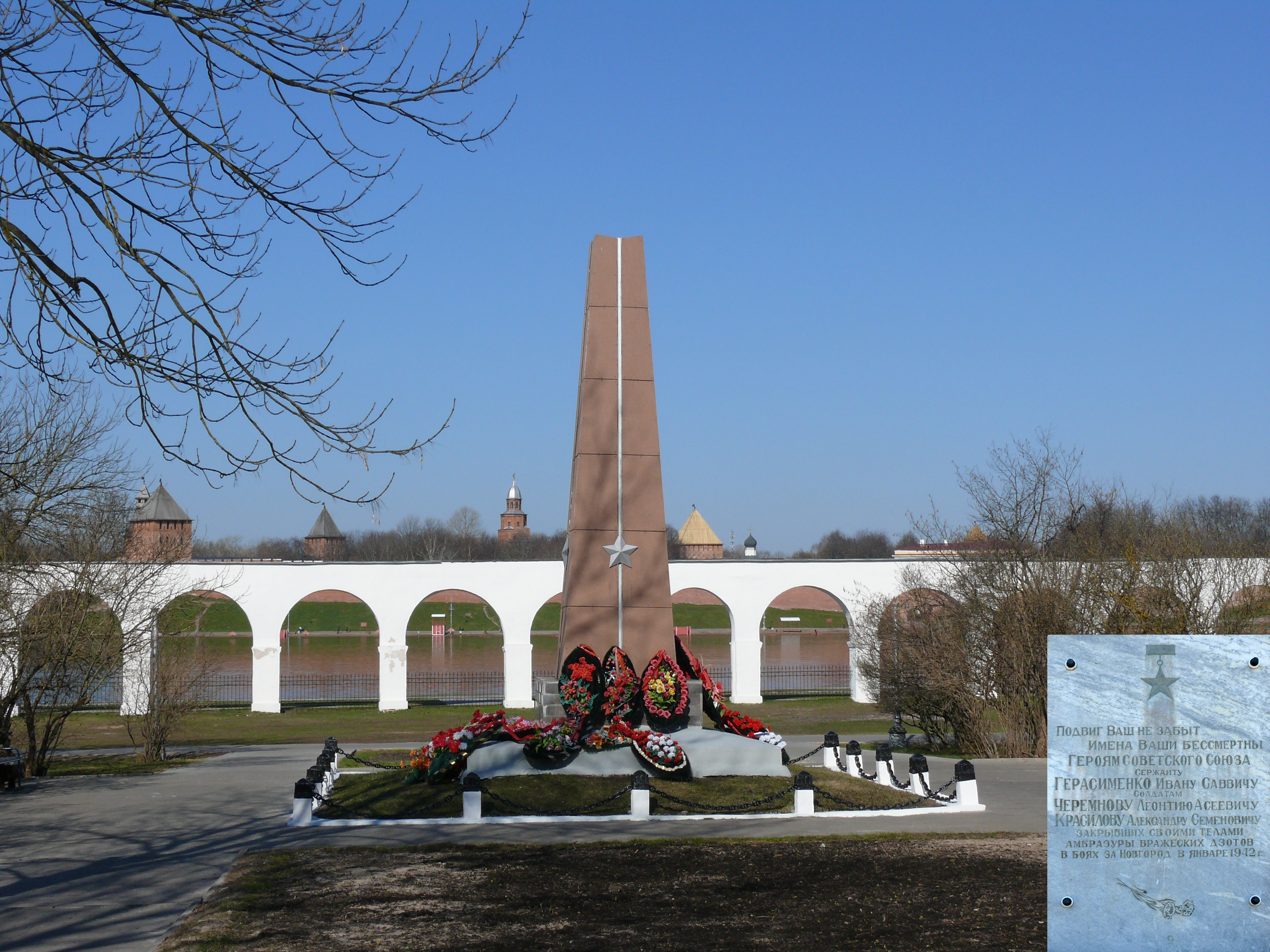
Памятник трём героям на Ярославовом Дворище в Великом Новгороде.

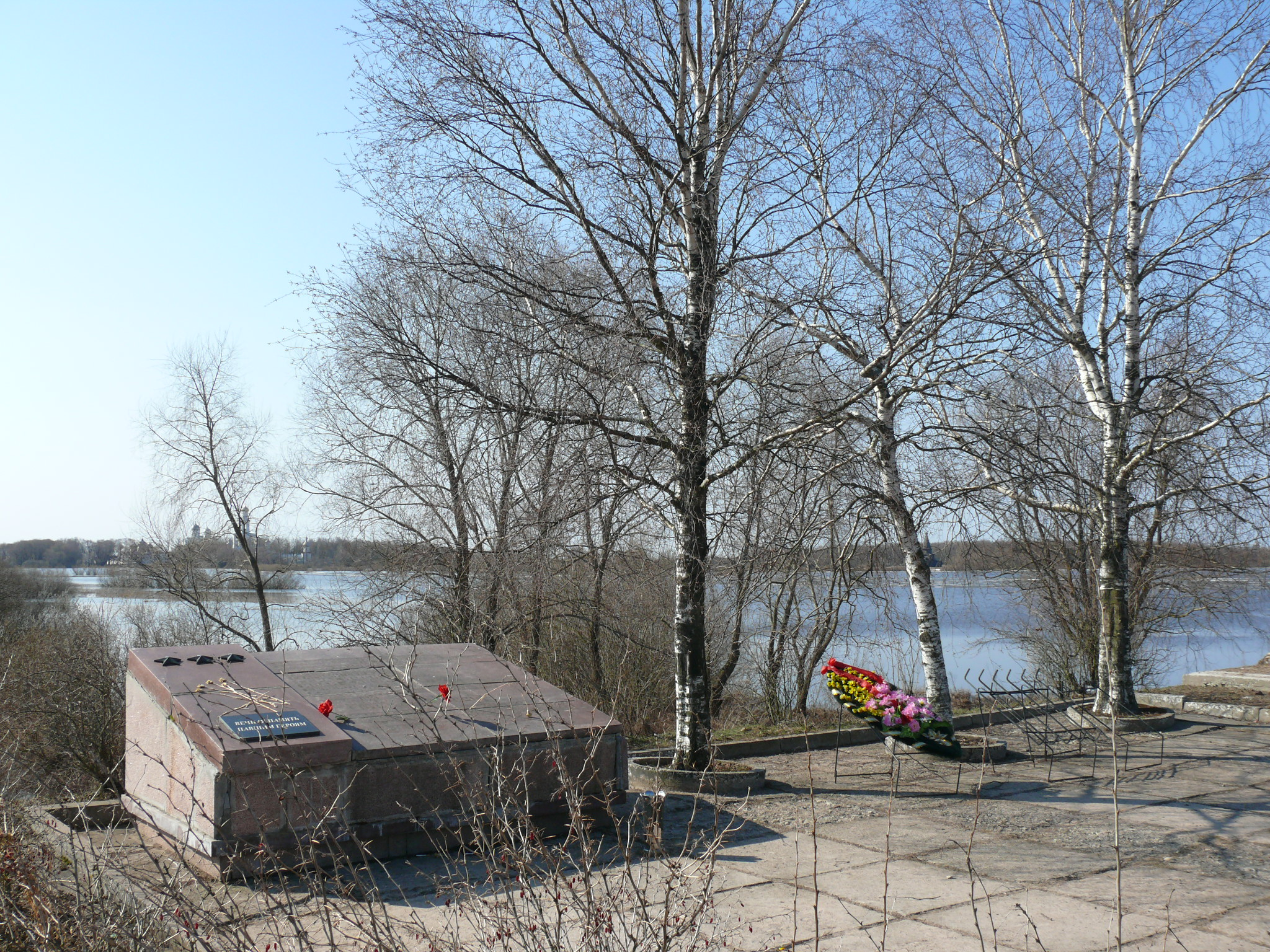
Мемориал на месте гибели И. С. Герасименко, А. С. Красилова и Л. А. Черемнова.

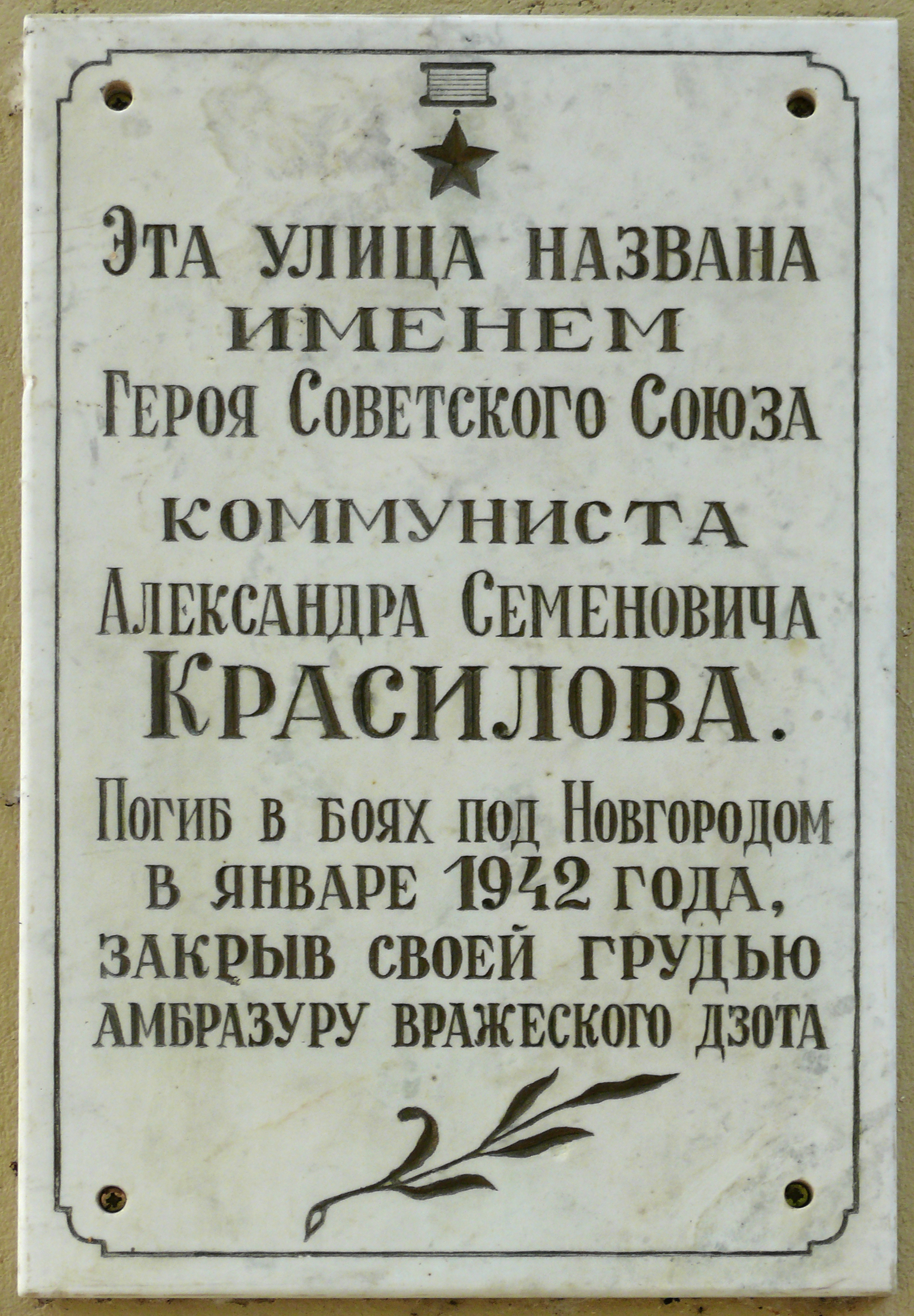
Памятная доска на одном из домов по улице Красилова в Великом Новгороде.

Алекса́ндр Семёнович Краси́лов (1902 год, село Старая Тараба — 29 января 1942 года в окрестностях Великого Новгорода) — красноармеец, участник Великой Отечественной войны. Герой Советского Союза.

## Биография
Родился в 1902 году в селе Старая Тараба ныне Кытмановского района Алтайского края в семье русского крестьянина Семёна Красилова. Его судьба неразрывно связана его другом детства Леонтием Черемновым. Работал в местном колхозе «Трактор», став его первым председателем. До войны обзавёлся семьёй. Жена — Красилова Прасковья Николаевна. Когда в 1929 году началось строительство Кузнецкстроя, оба друга с семьями отправились в Кузнецк, где проживали в Куйбышевском районе на улице Вольный Юпитер. Оба работали возчиками в артели «Красный транспортник».
В его семье было пятеро детей, когда в 1941 году он был мобилизован в Красную Армию. С августа 1941 года — на фронтах Великой Отечественной войны. Будучи рядовым воевал стрелком в составе 299-го стрелкового полка 225-й стрелковой дивизии (52-я армия Волховского фронта). Вместе с другом Леонтием Черемновым составлял пулемётный расчёт.
Подвиг
После захвата Новгорода фашистами и в течение всего срока оккупации Красная Армия предпринимала несколько попыток по его освобождению. Взводом, где служили Александр Красилов и Леонтий Черемнов, командовал лейтенант Поленский. Вместе с ними служил сержант Иван Герасименко, уроженец Екатеринославской губернии, также призывавшийся из Новокузнецка. В ночь на 29 января группой из 20 человек под его командованием была предпринята вылазка на левый берег реки Волхов с целью выявления и уничтожения огневых точек противника.
Местность, где завязался бой, расположена у так называемых «быков» — недостроенного в 1914 году моста через Волхов и подъездной насыпи к нему. В ходе недолгого боя красноармейцам удалось частично выполнить боевую задачу, однако они попали под перекрёстный огонь двух замаскированных дзотов противника. Сзади них находилось открытое пространство заледеневшей реки. Положение было критическим и только благодаря самоотверженности трёх героев отделению удалось выжить и продолжить бой. Леонтий Черемнов, бросившись на дзот, закрыл его своим телом, Александр Красилов и Иван Герасименко сделали поочерёдно то же самое у второго дзота.
Александр Красилов пробыл на фронте около полугода.
Указом Президиума Верховного Совета СССР «О присвоении звания Героя Советского Союза офицерскому, сержантскому и рядовому составу Красной Армии» от 21 февраля 1944 года за «образцовое выполнение боевых заданий командования на фронте борьбы с немецкими захватчиками и проявленные при этом отвагу и геройство» удостоен посмертно звания Героя Советского Союза.
Семья
Через два месяца после его гибели у его жены Прасковьи Красиловой родился шестой ребёнок. Его назвали Александром, в честь отца. Вырастила и воспитала всех шестерых детей.

## Память
- Через неделю — 6 февраля 1942 года, во «Фронтовой газете» (газете Волховского фронта) было рассказано о массовом подвиге советских солдат[3].
- На месте подвига устроен памятный мемориал, на нём — мраморная доска с посвящением трём воинам. При открытии мемориала рядом были посажены три берёзы.
- В Великом Новгороде на Ярославовом Дворище установлен монумент Черемнову, Красилову и Герасименко.
- Улицы в Новокузнецке, Великом Новгороде, а также в селе Старая Тараба названы именем А. Красилова.
- В 1970 году было принято решение о присвоении лучшим производственным коллективам промышленных предприятий Новгорода почётного наименования в честь Героев Советского Союза, участвовавших в защите города. По результатам социалистического соревнования бригада строительного управления СУ-78 треста № 43 "Новгородхимстрой" получила звание "имени Героя Советского Союза Александра Красилова"[4]
- В Барнауле на Мемориале Славы в списках указано имя А. Красилова.
- Поэт Николай Тихонов написал «Балладу о трёх коммунистах», посвятив её подвигу Красилова, Герасименко и Черемнова[5].
- Навечно зачислен в списки солдат второй роты 299-го стрелкового полка. Сама 225-я дивизия получила название Новгородской.
- В Кытманово на мемориале Великой Отечественной войны установлен бюст Красилова Александра Семёновича.
- Решением Новокузнецкого городского Совета народных депутатов от 28.04.2015, присвоено звание «Почетный гражданин города Новокузнецка»[6].